# Брукінґс (округ, Південна Дакота)
Шаблон:StateAbbr_ 44°22′ пн. ш. 96°47′ зх. д. / 44.37° пн. ш. 96.79° зх. д.
Округ Брукінґс (англ. Brookings County) — округ (графство) у штаті  Південна Дакота, США. Ідентифікатор округу 46011.

## Історія
Округ утворений 1871 року.

## Демографія
За даними перепису 2000 року загальне населення округу становило 28220 осіб, зокрема міського населення було 18563, а сільського — 9657.
Серед мешканців округу чоловіків було 14258, а жінок — 13962. В окрузі було 10665 домогосподарств, 6219 родин, які мешкали в 11576 будинках.
Середній розмір родини становив 2,97.
Віковий розподіл населення поданий у таблиці:
| Стать    | До 15 років | 15-21 | 22-29 | 30-39 | 40-49 | 50-65 | 65-85 | Понад 85 |
| -------- | ----------- | ----- | ----- | ----- | ----- | ----- | ----- | -------- |
| Чоловіки | 2419        | 3088  | 2422  | 1641  | 1786  | 1611  | 1138  | 153      |
| Жінки    | 2366        | 3047  | 1948  | 1519  | 1777  | 1531  | 1413  | 361      |

## Суміжні округи
- Дул — північ
- Лінкольн, Міннесота — схід
- Пайпстоун, Міннесота — південний схід
- Муді — південь
- Лейк — південний захід
- Кінґсбері — захід
- Гемлін — північний захід

## Виноски
1. ↑  US Decennial Census. US Census Bureau. Архів оригіналу за 26 квітня 2015. Процитовано 22 березня 2015.
2. ↑  Historical Census Browser. University of Virginia Library. Архів оригіналу за 30 травня 2019. Процитовано 22 березня 2015.
3. ↑  Forstall, Richard L., ред. (27 березня 1995). Population of Counties by Decennial Census: 1900 to 1990. US Census Bureau. Архів оригіналу за 28 грудня 2008. Процитовано 22 березня 2015.
4. ↑  Census 2000 PHC-T-4. Ranking Tables for Counties: 1990 and 2000 (PDF). US Census Bureau. 2 квітня 2001. Архів оригіналу (PDF) за 18 грудня 2014. Процитовано 22 березня 2015.
5. ↑  State & County QuickFacts. Бюро перепису населення США. Архів оригіналу за 7 липня 2011. Процитовано 26 листопада 2013. [Архівовано 2011-06-07 у Wayback Machine.](англ.) Наведено за англійською вікіпедією.
6. ↑  American FactFinder. Бюро перепису населення США. Архів оригіналу за 26 лютого 2012. Процитовано 31 січня 2008. [Архівовано 2008-05-21 у Wayback Machine.]

| США | Це незавершена стаття з географії США. Ви можете допомогти проєкту, виправивши або дописавши її. |